# Jardim João XXIII
O Jardim João XXIII é um bairro localizado no distrito Raposo Tavares, na região do Butantã, zona oeste da cidade de São Paulo, próximo da Rodovia Raposo Tavares. O Bairro leva o nome do papa João XXIII como forma de homenageá-lo postumamente. O bairro tem aproximadamente 278 mil m² (278 km²) e uma população de aproximadamente 2.300 habitantes.
Bairro localizado no distrito Raposo Tavares (distrito), na região da Subprefeitura do Butantã, zona oeste da cidade de São Paulo. O bairro Jardim João XXIII faz divisa com os bairros Jardim Paulo VI ao sul, Jardim Arpoador ao leste e Jardim Amaralina ao sudoeste, além da Parque Ipê ao norte.
Nas proximidades temos a Igreja Assembléia de Deus Ministério do Belém, o Colégio Raposo Tavares, a Paróquia Nossa Senhora de Nazaré / Comunidade São Camilo, a Paróquia São Judas Tadeu, e o Educandário Dom Duarte, a Associação Beneficente Lar Ternura e o Clube Coopercotia.

## Topônimo
A origem do nome é em homenagem ao Papa João XXIII quando do seu falecimento em 1963

## Cultura, Educação e Lazer
O bairro oferece a escolas público municipais E.E João XXIII, EMEF João XXIII, o CEU Uirapuru e a ETEC Uirapuru.. Neo CEU uirapuru tem inclusive um teatro que atende ao bairro com seus apresentações de cultura e lazer.
Além de praças, coretos e areas arborizadas, na região limítrofes do bairro se localiza o Parque Jequitibá, na Av Guilherme Fongaro s/n. Possuindo um tamanho proximo de 1,3 milhões de metros quadrados nele tem viveiro de aves nativas, trilhas de caminhada, galpão de atividades culturais e varias atividades de educação ambiental.

## Transporte

### Sistema rodoviário
O acesso ao bairro é prioritariamente feito via Rodovia Raposo Tavares (SP-270) pela Rua Inácio Cervantes. Dentro do bairro, há diversas linhas de ônibus disponíveis.

### Sistema metroviário
O bairro é um dos beneficiados se houver a implantação da futura linha 22 do Metrô, ligando São Paulo (Linha 4 - Amarela) à Cotia, pelo eixo Raposo Tavares.

## Segurança
O bairro Jardim João XXIII é um dos muitos bairros de São Paulo que possui o distrito policial. Localizado na rua Mário Ancona, 530 está localizado o denominado 75° Distrito Policial.Inclusive ele tem também possui atribuição de atender a parte de delegacias de proteção a mulher. Tendo o atendimento ao publico de segunda a sexta-feira das 09:00 as 18:00 horas 

## Vias
As ruas do bairro foram nomeadas em homenagem a pessoas com cargos católicos, como padres e freis. A única avenida do bairro, a Avenida do Vaticano foi nomeada em homenagem ao Vaticano, cidade-estado na qual está sediada a igreja católica.
Lista completa de ruas e avenidas do bairro:
- Avenida do Vaticano
- Rua Cônego Luís Viêira da Silva
- Rua Frei Claude Auberville
- Rua Frei Clemente de Adorno
- Rua Frei Luis de Santa Teresa
- Rua Frei Vital de Frescarolo
- Rua Irmão Joaquim do Livramento
- Rua Lucíndio Marcondes Souza
- Rua Nazir Miguel
- Rua Padre Anastácio d'Audierne
- Rua Padre Jacobe Roland
- Rua Padre João da Cunha
- Rua Padre Jorge Benci
- Rua Padre Juan de Solorzano
- Rua Padre Lorêto Couto
- Rua Padre Pedro de Pedrosa
- Rua Raimundo Emílio da Cunha